# Discografia de Charly García
A obra completa do músico, cantor e compositor e produtor de rock argentino Charly García inclui 56 álbuns originais lançados (incluindo álbuns de estúdio, álbuns ao vivo, álbuns de vídeo, trilhas sonoras, CD+DVD e EP's) e a produção de 10 álbuns de outros artistas. Além de dois filmes musicais, dezenas de videoclipes, coletâneas, singles, projetos inacabados, inéditos, edições semi-oficiais e não autorizadas (bootlegs), e colaborações em obras coletivas e álbuns ou projetos de outros artistas.
Este artigo registra os trabalhos que Charly García publicou com Sui Generis, PorSuiGieco, La Máquina de Hacer Pájaros e Serú Girán, bem como sua prolífica carreira solo.
Além de seu enorme trabalho como músico solista e com suas bandas, em seus 50 anos de carreira Charly García também compartilhou projetos, gravações e palcos com dezenas de importantes artistas populares da Argentina e da América Latina, como Alfredo Alcón, Andrés Calamaro, Antonio Gasalla, David Lebón, Enrique Pinti, Fabiana Cantilo, Celeste Carballo, Fito Páez, Gilberto Gil, Graciela Borges, Gustavo Cerati, Gustavo Santaolalla, Hugo Fattoruso, Joaquín Sabina, León Gieco, Lolita Torres, Los Abuelos de la Nada, Los Rodríguez, Luis Alberto Spinetta, Mercedes Sosa, Miguel Ríos, Milton Nascimento, Nito Mestre, Os Paralamas do Sucesso, Pablo Milanés, Palito Ortega, Pappo, Pedro Aznar, Peteco Carabajal, Ricardo Mollo, Rita Lee, Rubén Rada, Sandro, Soda Stereo, Tato Bores, Virus, entre muitos outros que estão incluídos neste artigo.

## Álbuns

### Álbuns de estúdio
| Ano                                                                                 | Detalhes | Pico nas Paradas | Pico nas Paradas | Certificações |
| Ano                                                                                 | Detalhes | ARG              | URU              | Certificações |
| ----------------------------------------------------------------------------------- | --- | ---------------- | ---------------- | ------------- |
| 1982                                                                                | Yendo de la cama al living - Lançamento: 28 de outubro de 1982 - Gravadora: SG Discos/Interdisc - Formato: LP, cassete e download digital e streaming   | —                | —                | Ouro          |
| 1983                                                                                | Clics modernos - Lançamento: 5 de novembro de 1983 - Gravadora: SG Discos/Interdisc - Formato: CD, LP, cassete, download digital e streaming            | 7                | —                |               |
| 1984                                                                                | Piano Bar - Lançamento: 22 de setembro de 1984 - Gravadora: SG Discos/Interdisc - Formato: CD, LP, cassete, download digital e streaming                | 1                | —                | Ouro          |
| 1987                                                                                | Parte de la religión - Lançamento: 27 de agosto de 1987 - Gravadora: CBS/Columbia - Formato: CD, LP, cassete, download digital e streaming              | 10               | —                |               |
| 1989                                                                                | Cómo conseguir chicas - Lançamento: 16 de fevereiro de 1989 - Gravadora: CBS/Columbia - Formato: CD, LP, cassete, download digital e streaming          | 13               | —                |               |
| 1990                                                                                | Filosofía barata y zapatos de goma - Lançamento: 15 de julho de 1990 - Gravadora: CBS/Columbia - Formato: CD, LP, cassete, download digital e streaming | 1                | —                | Platina       |
| 1994                                                                                | La hija de la lágrima - Lançamento: 28 de julho de 1994 - Gravadora: Columbia/Sony Music - Formato: CD, LP, cassete, download digital e streaming       | —                | —                | 2x Platina    |
| 1996                                                                                | Say no More - Lançamento: 28 de novembro de 1996 - Gravadora: Columbia/Sony Music - Formato: CD, LP, cassete, download digital e streaming              | —                | —                | Ouro          |
| 1998                                                                                | El aguante - Lançamento: 26 de dezembro de 1998 - Gravadora: Columbia/Sony Music - Formato: CD, LP, cassete, download digital e streaming               | —                | —                |               |
| 2002                                                                                | Influencia - Lançamento: 4 de agosto de 2002 - Gravadora: EMI - Formato: CD, cassete, download digital e streaming                                      | —                | —                | Platina       |
| 2003                                                                                | Rock and Roll YO - Lançamento: 28 de outubro de 2003 - Gravadora: EMI - Formato: CD, cassete, download digital e streaming                              | —                | —                | Ouro          |
| 2010                                                                                | Kill Gil - Lançamento: 22 de dezembro de 2010 - Gravadora: EMI - Formato: CD                                                                            | —                | —                |               |
| 2017                                                                                | Random - Lançamento: 24 de fevereiro de 2017 - Gravadora: Sony Music - Formato: CD, LP, download digital e streaming                                    | 1                | 6                | Ouro          |
| 2024                                                                                | La Lógica del Escorpión - Lançamento: 12 de setembro de 2024 - Gravadora: Sony Music - Formato: CD, LP e streaming                                      |                  |                  |               |
| "—" indica que o álbum não foi lançado ou não chegou às paradas naquele território. | |                  |                  |               |

### Álbuns colaborativos
| Ano  | Detalhes |
| ---- | --- |
| 1991 | Tango 4 (com Pedro Aznar) - Lançamento: 1991 - Gravadora: Columbia/Sony Music - Formato: CD, LP, cassete, download digital e streaming      |
| 1997 | Alta Fidelidad (com Mercedes Sosa) - Lançamento: 1997 - Gravadora: Columbia/Sony Music - Formato: CD, cassete, download digital e streaming |

### Álbuns ao vivo
| Ano  | Detalhes | Certificações | Certificações |
| Ano  | Detalhes | ARG           | URU           |
| ---- | --- | ------------- | ------------- |
| 1980 | Música del alma - Lançamento: 28 de março de 1980 - Gravadora: Sazam Records - Formato: CD, LP, cassete e download digital        |               |               |
| 1995 | Estaba en llamas cuando me acosté - Lançamento: 1995 - Gravadora: Columbia - Formato: CD, cassete, download digital e streaming   |               |               |
| 1995 | Hello! MTV Unplugged - Lançamento: 1995 - Gravadora: Columbia/Sony Music - Formato: CD, LP, cassete, download digital e streaming | Ouro          | Ouro          |
| 1999 | Demasiado ego - Lançamento: 30 de abril de 1999 - Gravadora: Universal - Formato: CD e cassete                                    | Ouro          |               |
| 2009 | El concierto subacuático - Lançamento: 2009 - Gravadora: Sony Music - Formato: CD                                                 |               |               |
| 2012 | En el Festival Argentino de Miami - Lançamento: 4 de agosto de 2012 - Gravadora: Telemarketing - Formato: Download digital        |               |               |

### Trilhas sonoras
| Ano  | Detalhes                                                                                                |
| ---- | --- |
| 1982 | Pubis angelical - Lançamento: 1982 - Gravadora: SG Discos - Formato: 2xLP, download digital e streaming |
| 1988 | Lo que vendrá - Lançamento: 1988 - Gravadora: CBS - Formato: LP e cassete                               |

### Álbuns de compilação
| Ano  | Detalhes | Certificações |
| Ano  | Detalhes | ARG           |
| ---- | --- | ------------- |
| 1982 | Lo Mejor... - Lançamento: 1982 - Gravadora: Sazam Records - Formato: LP e cassete                                                  |               |
| 1982 | La Historia de Charlie Garcia - Lançamento: 1982 - Gravadora: Microfón - Formato: LP e cassete                                     |               |
| 1985 | Serie Pocket - Lançamento: 1985 - Gravadora: Interdisc - Formato: Cassete                                                          |               |
| 1985 | Buen viaje con lo mejor de Charly García - Lançamento: 1985 - Gravadora: Sazam Records/Music Hall - Formato: Cassete               |               |
| 1985 | 12 Años (Vol. 1) - Lançamento: 1985 - Gravadora: SG Discos - Formato: CD, LP e cassete                                             |               |
| 1985 | 12 Años (Vol. 2) - Lançamento: 1985 - Gravadora: SG Discos - Formato: Cassete                                                      |               |
| 1986 | 12 años - Lançamento: 1986 - Gravadora: SG Discos/Interdisc - Formato: LP                                                          |               |
| 1986 | Grandes Éxitos - Lançamento: 1986 - Gravadora: Interdisc/Epic - Formato: LP e cassete                                              |               |
| 1987 | Sus mejores momentos - Lançamento: 1987 - Gravadora: Music Hall/Sicamericana Sacifi - Formato: LP e cassete                        |               |
| 1987 | Superhéroe - Lançamento: 1987 - Gravadora: Codiscos - Formato: LP                                                                  |               |
| 1987 | Crónica Vol. I - Lançamento: 1987 - Gravadora: Interdisc - Formato: Cassete                                                        |               |
| 1987 | Crónica Vol. II - Lançamento: 1987 - Gravadora: Interdisc - Formato: Cassete                                                       |               |
| 1987 | Crónica - Lançamento: 1987 - Gravadora: Iempsa/Interdisc - Formato: CD, LP e cassete                                               |               |
| 1988 | El Album - Lançamento: 1988 - Gravadora: Mercury/Interdisc - Formato: CD, LP, cassete, download digital e streaming                |               |
| 1988 | Lo Mejor - Lançamento: 1988 - Gravadora: Ariola - Formato: LP                                                                      |               |
| 1988 | Lo Mejor de Charly Garcia - Lançamento: 1988 - Gravadora: Discolandia - Formato: LP                                                |               |
| 1990 | Ayer y Hoy - Lançamento: 1990 - Gravadora: Music Hall - Formato: 3xCassete                                                         |               |
| 1990 | Charly Garcia de coleccion - Lançamento: 1990 - Gravadora: Musicavisión - Formato: Cassete                                         |               |
| 1992 | Musicos Poetas y Locos - Lançamento: 1992 - Gravadora: EMI - Formato: CD                                                           |               |
| 1993 | 87-93 - Lançamento: 1993 - Gravadora: Columbia - Formato: CD, LP, cassete, download digital e streaming                            |               |
| 1993 | El fantasma de Canterville - Lançamento: 1993 - Gravadora: Music Hall - Formato: CD e cassete                                      |               |
| 1995 | Oro - Lançamento: 1995 - Gravadora: Mercury/PolyGram - Formato: CD                                                                 | Platina       |
| 1996 | Oro II - Lançamento: 1996 - Gravadora: Interdisc - Formato: CD                                                                     |               |
| 1996 | Charly García - Lançamento: 1996 - Gravadora: Interdisc/Musimundo - Formato: CD                                                    |               |
| 1997 | Mi Historia - Lançamento: 1997 - Gravadora: Polydor - Formato: CD e cassete                                                        |               |
| 1998 | Clasicos del Rock en Espanol - Lançamento: 1998 - Gravadora: Interdisc - Formato: CD                                               |               |
| 1999 | Superheroe - Lançamento: 1999 - Gravadora: Interdisc/Universal - Formato: 2xCD                                                     |               |
| 1999 | Obras cumbres - Lançamento: 1999 - Gravadora: Columbia/Sony Music - Formato: CD e cassete                                          | Ouro          |
| 2000 | Tu Amor - Lançamento: 2000 - Gravadora: Altaya - Formato: CD                                                                       |               |
| 2000 | 32 Grandes Exitos - Lançamento: 2000 - Gravadora: Universal - Formato: 2xCD                                                        |               |
| 2001 | 1 - Lançamento: 2001 - Gravadora: Página/12 - Formato: CD                                                                          |               |
| 2002 | Gold - Lançamento: 2002 - Gravadora: Universal - Formato: CD                                                                       |               |
| 2002 | Grandes Exitos - Lançamento: 2002 - Gravadora: Universal - Formato: CD                                                             |               |
| 2002 | Miguel Mateos y Charly Garcia Vol. 1 - Lançamento: 2002 - Gravadora: Orfeón - Formato: 2xCD                                        |               |
| 2003 | Clásico/03 - Lançamento: 2003 - Gravadora: DBN - Formato: CD                                                                       |               |
| 2004 | El fantasma de Canterville - Lançamento: 2004 - Gravadora: Orfeón - Formato: CD                                                    |               |
| 2005 | 20 Éxitos Originales - Lançamento: 2005 - Gravadora: Norte - Formato: CD                                                           |               |
| 2006 | Edición Platino - Lançamento: 2006 - Gravadora: EMI Televisa Music - Formato: CD                                                   |               |
| 2007 | g - Lançamento: 9 de outubro de 2007 - Gravadora: Clarin S! - Formato: CD                                                          |               |
| 2007 | Crónicas - La Historia Del Rock En Español - Lançamento: 2007 - Gravadora: Universal Music Latino - Formato: CD e download digital |               |
| 2007 | Genios Del Rock Nacional - Lançamento: 2007 - Gravadora: Universal/USM - Formato: CD                                               |               |
| 2009 | García, el más grande - Lançamento: 2009 - Gravadora: Columbia/Sony Music - Formato: CD, download digitale streaming               |               |
| 2009 | Oro - Grandes Éxitos - Lançamento: 2009 - Gravadora: Universal - Formato: CD                                                       |               |
| 2009 | Inconsciente Colectivo - Lançamento: 2009 - Gravadora: Universal - Formato: 2xCD e download digital                                |               |
| 2010 | 2 X 1 Vol. 1 - Lançamento: 2010 - Gravadora: EMI - Formato: 2xCD                                                                   |               |
| 2012 | Clics Modernos/Piano Bar - Lançamento: 2012 - Gravadora: Universal - Formato: 2xCD                                                 |               |

### Álbuns promocionais
| Ano  | Detalhes                                                                                            |
| ---- | --------------------------------------------------------------------------------------------------- |
| 1999 | Charly & Charly (álbum ao vivo) - Lançamento: 1999 - Gravadora: Universal/Say No More - Formato: CD |

## EP's
| Ano  | Detalhes |
| ---- | --- |
| 1984 | Terapia intensiva (trilha sonora) - Lançamento: 1984 - Gravadora: SG Discos - Formato: CD, LP, cassete, download digital e streaming                |
| 1986 | Tango (com Pedro Aznar) - Lançamento: 29 de março de 1986 - Gravadora: Columbia/Sony Music - Formato: CD, LP, cassete, download digital e streaming |
| 1991 | Radio Pinti (com Enrique Pinti e Pedro Aznar) - Lançamento: 1991 - Gravadora: Columbia/Sony Music - Formato: LP e cassete                           |
| 1992 | Lo Mejor de Charly García (compilação em EP) - Lançamento: 1992 - Gravadora: Music Hall - Formato: CD                                               |
| 2010 | Concierto subacuático (EP ao vivo) - Lançamento: 16 de março de 2010 - Gravadora: Del Angel FEG - Formato: Download digital                         |

## Box sets
| Ano  | Detalhes                                                                             |
| ---- | ------------------------------------------------------------------------------------ |
| 2001 | Charly Garcia + Serú Girán - Lançamento: 2001 - Gravadora: Página/12 - Formato: 5xCD |
| 2012 | 60x60 - Lançamento: 2012 - Gravadora: EMI - Formato: 3xCD e 3xDVD                    |
| 2016 | Boxset 5 CDs - Lançamento: 2016 - Gravadora: Universal Music Group - Formato: 5xCD   |

## Singles

### Como artista principal
| Ano  | Título                                     | Álbum                      |
| ---- | ------------------------------------------ | -------------------------- |
| 1983 | "Yo no quiero volverme tan loco"           | Yendo de la cama al living |
| 1984 | "No me dejan salir"                        | Clics modernos             |
| 1984 | "Nos siguen pegando abajo"                 | Clics modernos             |
| 1984 | "Demoliendo hoteles"                       | Piano Bar                  |
| 1986 | "Ángeles y predicadores" (com Pedro Aznar) | Tango                      |
| 1986 | "Hablando a tu corazón" (com Pedro Aznar)  | Tango                      |
| 1987 | "Rap de las hormigas"                      | Parte de la religión       |
| 2005 | "Back in the U.S.S.R."                     | Homenaje a Los Beatles     |
| 2005 | "And Your Bird Can Sing"                   | Homenaje a Los Beatles     |
| 2017 | "La Máquina de Ser Feliz"                  | Random                     |

### Como artista convidado
| Ano  | Título                                      | Artista(s) | Álbum               |
| ---- | ------------------------------------------- | --- | ------------------- |
| 1996 | "Es mentira"                                | Joaquín Sabina | Yo, mi, me, contigo |
| 2002 | "Desarma y sangra"                          | Alberto Rojo | Para mi sombra      |
| 2018 | "¿No Te Sobra una Moneda?"                  | Billy Bond y La Pesada del Rock and Roll - Convidados: Fito Páez, Sergio Dawi, Claudio Gabis, Dante Spinetta, Juanito Moro, Hugo Fattoruso & Javier Malosetti                                                                     | Single sem álbum    |
| 2019 | "Gracias al Cielo"                          | Billy Bond y La Pesada del Rock and Roll - Convidados: Pablo Lescano, Fito Páez, Hugo Fattoruso, Daniel Melingo, Marilina Bertoldi, Gillespi, Rubén Rada, Simón Poxyran, Black Amaya, Barbi Recanati, Juanito Moro & Fernando Noy | Single sem álbum    |
| 2020 | "Sweet Home Buenos Aires"                   | Javier Calamaro & Los Guarros | Single sem álbum    |
| 2021 | "Sucio y Desprolijo (En Vivo Cosquín Rock)" | Pappo | Vivo Cosquín Rock   |

### Singles promocionais
| Ano  | Título                                                                         | Álbum                              |
| ---- | ------------------------------------------------------------------------------ | ---------------------------------- |
| 1984 | "Raros peinados nuevos"                                                        | Piano Bar                          |
| 1985 | "No se va a llamar mi amor"                                                    | Piano Bar                          |
| 1986 | "Rezo por vos" (com Luis Alberto Spinetta)                                     | Grandes éxitos                     |
| 1986 | "Canción para mi muerte"                                                       | 12 años                            |
| 1987 | "No voy en tren/Buscando un símbolo de paz"                                    | Parte de la religión               |
| 1987 | "Necesito tu amor"                                                             | Parte de la religión               |
| 1988 | "No toquen"                                                                    | Cómo conseguir chicas              |
| 1988 | "Fanky/No toquen"                                                              | Cómo conseguir chicas              |
| 1990 | "Filosofía barata y zapatos de goma"                                           | Filosofía barata y zapatos de goma |
| 1990 | "Reloj de plastilina"                                                          | Filosofía barata y zapatos de goma |
| 1991 | "Me siento mucho mejor"                                                        | Filosofía barata y zapatos de goma |
| 1991 | "Gato de metal"                                                                | Filosofía barata y zapatos de goma |
| 1991 | "Dance, Pinti, dance (Baila que ti fa bene)" (com Enrique Pinti e Pedro Aznar) | Radio Pinti                        |
| 1991 | "Tu amor" (com Pedro Aznar)                                                    | Tango 4                            |
| 1991 | "Mientes" (com Pedro Aznar)                                                    | Tango 4                            |
| 1994 | "Chipi Chipi"                                                                  | La Hija de la Lágrima              |
| 1996 | "Rezo por vos (live at Hello! MTV Unplugged)"                                  | Hello! MTV Unplugged               |
| 1997 | "Alguien en el mundo piensa en mí"                                             | Say No More                        |
| 1997 | "Necesito un gol/Cuchillos"                                                    | Say No More                        |
| 1998 | "El Aguante"                                                                   | El Aguante                         |
| 1998 | "Tu arma en el sur/No estaría mal" (com Joaquín Sabina)                        | El Aguante                         |
| 1999 | "Sweet Home Buenos Aires" (com Javier Calamaro)                                | Demasiado ego                      |
| 2002 | "Tu vicio"                                                                     | Influencia                         |
| 2002 | "Influencia"                                                                   | Influencia                         |
| 2003 | "Asesíname"                                                                    | Rock and Roll YO                   |

## Outras aparições
| Ano  | Título                       | Colaborador(es)                  | Álbum             |
| ---- | ---------------------------- | -------------------------------- | ----------------- |
| 1984 | "Cómo me gustaría ser negro" | Moro-Satragni                    | Moro-Satragni     |
| 1987 | "Unicornio"                  | Mercedes Sosa                    | Gracias a la vida |
| 1988 | "Inconsciente colectivo"     | Mercedes Sosa, Milton Nascimento | Amigos míos       |
| 1990 | "Quase um segundo"           | Os Paralamas do Sucesso          | Arquivo           |

## Álbuns produzidos
| Ano  | Título                  | Artista                |
| ---- | ----------------------- | ---------------------- |
| 1976 | Crucis                  | Crucis                 |
| 1982 | Los Abuelos de la Nada  | Los Abuelos de la Nada |
| 1983 | La dicha en movimiento  | Los Twist              |
| 1984 | G.I.T.                  | GIT                    |
| 1984 | Hotel Calamaro          | Andrés Calamaro        |
| 1985 | Detectives              | Fabiana Cantilo        |
| 1985 | 20 caras bonitas        | Suéter                 |
| 1985 | Celeste y la Generación | Celeste Carballo       |
| 2013 | Rock es amor igual      | Juanse                 |
| 2020 | Pettinato Plays García  | Roberto Pettinato      |

## Colaborações e trabalhos coletivos
| Ano  | Álbum                                                          | Artista                                                                |
| ---- | -------------------------------------------------------------- | ---------------------------------------------------------------------- |
| 1972 | Cristo Rock                                                    | Raúl Porchetto                                                         |
| 1973 | Rock hasta que se ponga el sol                                 | Buenos Aires Rock, vários artistas                                     |
| 1973 | David Lebón                                                    | David Lebón                                                            |
| 1973 | Volumen 4                                                      | Billy Bond y La Pesada del Rock and Roll                               |
| 1973 | Rock para mis amigos Vol 3                                     | Vários artistas                                                        |
| 1974 | Claudio Gabis                                                  | Claudio Gabis                                                          |
| 1974 | La Biblia                                                      | Vox Dei (Aut/Comp), Ensamble Musical de Buenos Aires e vários artistas |
| 1974 | Rock para mis amigos Vol 4                                     | Vários artistas                                                        |
| 1976 | Alas                                                           | Alas                                                                   |
| 1976 | Crucis                                                         | Crucis                                                                 |
| 1976 | El fantasma de Canterville                                     | León Gieco                                                             |
| 1976 | Humanos                                                        | Pastoral                                                               |
| 1976 | Agosto                                                         | Dúo Agosto                                                             |
| 1977 | Chico cósmico                                                  | Raúl Porchetto                                                         |
| 1977 | Tercer Milenio                                                 | Orion's Beethoven                                                      |
| 1977 | Trío Lluvia III                                                | Trío Lluvia                                                            |
| 1977 | Homenaje                                                       | Gustavo Montesano                                                      |
| 1977 | Energía natural                                                | Soluna                                                                 |
| 1977 | Nito Mestre y Los Desconocidos de Siempre I                    | Nito Mestre y Los Desconocidos de Siempre                              |
| 1978 | Entra, seas bienvenido a casa - Tu alma contenta cantará       | Nito Mestre y Los Desconocidos de Siempre                              |
| 1978 | IV LP                                                          | León Gieco                                                             |
| 1979 | Billy Bond and the Jets                                        | Billy Bond and The Jets                                                |
| 1979 | Saltaba sobre las nubes                                        | Nito Mestre y Los Desconocidos de Siempre                              |
| 1980 | 7 años                                                         | León Gieco                                                             |
| 1980 | Metegol                                                        | Raúl Porchetto                                                         |
| 1980 | Canturbe. El vuelo de los olvidados                            | Canturbe                                                               |
| 1980 | Con los ojos cerrados                                          | María Rosa Yorio                                                       |
| 1980 | Brotes del alba                                                | Aucán                                                                  |
| 1981 | Apóstoles                                                      | Pedro y Pablo                                                          |
| 1981 | 20/10                                                          | Nito Mestre                                                            |
| 1982 | Mandando todo a Singapur                                       | María Rosa Yorio                                                       |
| 1982 | Los Abuelos de la Nada                                         | Los Abuelos de la Nada                                                 |
| 1982 | Mercedes Sosa en Argentina                                     | Mercedes Sosa                                                          |
| 1983 | Mercedes Sosa ´83                                              | Mercedes Sosa                                                          |
| 1983 | Moro-Satragni                                                  | Moro-Satragni                                                          |
| 1983 | La dicha en movimiento                                         | Los Twist                                                              |
| 1983 | Circo eléctrico del Rock 'N' Roll                              | Vários artistas                                                        |
| 1983 | Muchas cosas                                                   | Edu y el Pollo                                                         |
| 1984 | Edu y el Pollo                                                 | Edu y el Pollo                                                         |
| 1984 | Desnuque                                                       | David Lebón                                                            |
| 1984 | G.I.T.                                                         | GIT                                                                    |
| 1984 | Por la vida                                                    | María Rosa Yorio                                                       |
| 1984 | Hotel Calamaro                                                 | Andrés Calamaro                                                        |
| 1985 | Vida cruel                                                     | Andrés Calamaro                                                        |
| 1985 | Detectives                                                     | Fabiana Cantilo                                                        |
| 1985 | 20 caras bonitas                                               | Suéter                                                                 |
| 1985 | Celeste y la Generación                                        | Celeste Carballo                                                       |
| 1985 | La máquina del tiempo                                          | Los Twist                                                              |
| 1986 | Puedes ser tú                                                  | Miki González                                                          |
| 1986 | Refrescos musicales Vol. 2                                     | Vários artistas                                                        |
| 1987 | Joven blando                                                   | Gustavo Bazterrica                                                     |
| 1988 | Bora-Bora                                                      | Os Paralamas do Sucesso                                                |
| 1989 | Tierra del fuego                                               | Virus                                                                  |
| 1989 | L.A. / N.Y.                                                    | Wilkins                                                                |
| 1990 | Tercer mundo                                                   | Fito Páez                                                              |
| 1991 | Perro de playa                                                 | Man Ray                                                                |
| 1991 | Tocando el cielo                                               | Nito Mestre                                                            |
| 1992 | El amor después del amor                                       | Fito Páez                                                              |
| 1992 | La nave                                                        | Ratones Paranoicos                                                     |
| 1993 | Chocolate inglés                                               | Celeste Carballo                                                       |
| 1993 | Hombre rayo                                                    | Man Ray                                                                |
| 1995 | Convocatoria                                                   | Claudio Gabis                                                          |
| 1995 | Vamo Batê Lata                                                 | Os Paralamas do Sucesso                                                |
| 1996 | Yo, mi, me, contigo                                            | Joaquín Sabina                                                         |
| 1997 | Una pila de vida                                               | Turf                                                                   |
| 1997 | Convocatoria II                                                | Claudio Gabis                                                          |
| 1997 | Juntos por Chiapas                                             | Produzido por Javier Calamaro                                          |
| 1998 | Pampa del Indio                                                | Produzido por Javier Calamaro                                          |
| 1998 | MTV Unplugged                                                  | Ratones Paranoicos                                                     |
| 1998 | Cuerpo y Alma                                                  | Pedro Aznar                                                            |
| 1998 | La historia esta                                               | León Gieco                                                             |
| 1999 | Siempre libre                                                  | Turf                                                                   |
| 2000 | Perfume                                                        | María Gabriela Epumer                                                  |
| 2000 | Viernes 3 AM                                                   | Vários artistas                                                        |
| 2000 | Soy Moderno... Las bandas de los 90's cantan a Virus           | Vários artistas                                                        |
| 2001 | Celesteacústica                                                | Celeste Carballo                                                       |
| 2001 | Bandidos rurales                                               | León Gieco                                                             |
| 2001 | Miguel Ríos y las estrellas del rock latino                    | Miguel Ríos                                                            |
| 2001 | Pablo Querido                                                  | Pablo Milanés                                                          |
| 2002 | Siempre es hoy                                                 | Gustavo Cerati                                                         |
| 2002 | Yo lo soñé                                                     | David Lebón                                                            |
| 2002 | En Vivo                                                        | Pedro Aznar                                                            |
| 2003 | Actriz                                                         | Leticia Brédice                                                        |
| 2003 | Para mi sombra                                                 | Alberto Rojo                                                           |
| 2003 | Naturaleza sangre                                              | Fito Páez                                                              |
| 2004 | Mi vida con ellas                                              | Fito Páez                                                              |
| 2004 | Para mí, para vos                                              | Turf                                                                   |
| 2004 | Antojo                                                         | Palo Pandolfo                                                          |
| 2004 | Algo vuela                                                     | Gonzalo Aloras                                                         |
| 2004 | Fan                                                            | Fernando Samalea                                                       |
| 2005 | Alvear. Una noche en Buenos Aires                              | Fernando Samalea                                                       |
| 2005 | Kabusacki 6.1 - La maravilla                                   | Fernando Kabusacki                                                     |
| 2005 | Homenaje a los Beatles                                         | Los Durabeat                                                           |
| 2005 | Basta Cuino                                                    | Cuino y sus Amigos                                                     |
| 2005 | Clásicos                                                       | Miguel Cantilo                                                         |
| 2005 | Para mí, para vos (Reversiones)                                | Turf                                                                   |
| 2005 | Ckayna Cunan Vol. II                                           | Peteco Carabajal                                                       |
| 2006 | Números rojos                                                  | El Negro García López                                                  |
| 2006 | Cajita feliz                                                   | Marianela Pelzmajer                                                    |
| 2006 | Kabusacki 8 - The radio                                        | Fernando Kabusacki                                                     |
| 2006 | El rock es mi forma de ser - Volumen 1                         | Alina Gandini & Hotelera                                               |
| 2007 | Hormonal                                                       | Hilda Lizarazu                                                         |
| 2007 | Sapito Rockerito                                               | La Banda del Musiquero Loco                                            |
| 2009 | Cantora II                                                     | Mercedes Sosa                                                          |
| 2010 | Spinetta y las Bandas Eternas                                  | Luis Alberto Spinetta                                                  |
| 2010 | Una celebración del rock argentino. Primera generación 1963-73 | Produzido por Lito Nebbia                                              |
| 2010 | Esta vez invita el Negro                                       | El Negro García López                                                  |
| 2010 | Historia                                                       | Ana Cámera                                                             |
| 2011 | El desembarco                                                  | León Gieco                                                             |
| 2011 | Yo soy Alejandro Medina                                        | Alejandro Medina                                                       |
| 2012 | El amor después del amor 20 años                               | Fito Páez                                                              |
| 2012 | 27                                                             | Ciro y Los Persas                                                      |
| 2012 | Um Cara Comum                                                  | Nei Van Soria                                                          |
| 2013 | Rock es amor igual                                             | Juanse                                                                 |
| 2014 | El tiempo otra vez avanza                                      | No Te Va Gustar                                                        |
| 2015 | Cantando con amigos                                            | Palito Ortega                                                          |
| 2016 | Concierto mágico                                               | Raúl Porchetto                                                         |
| 2016 | Visor retro                                                    | Pilotos                                                                |
| 2017 | Rock N' Roll                                                   | Palito Ortega                                                          |
| 2017 | Odisea                                                         | Turf                                                                   |
| 2017 | La revolución de la alegoría                                   | Feliz Grises                                                           |
| 2018 | ¿No te sobra una moneda?                                       | Billy Bond y La Pesada del Rock and Roll                               |
| 2019 | Gracias al cielo                                               | Billy Bond y La Pesada del Rock and Roll                               |
| 2019 | Vos sos Dios                                                   | Brenda Asnicar                                                         |
| 2020 | Pettinato Plays García                                         | Roberto Pettinato                                                      |
| 2020 | Sweet home Buenos Aires                                        | Javier Calamaro e Los Guarros                                          |
| 2021 | Vivo Cosquín Rock                                              | Pappo                                                                  |
| 2021 | Tengo una historia así                                         | Sandro                                                                 |
| 2022 | Lebón & Co. Volumen 2                                          | David Lebón                                                            |

## Inacabados e inéditos
| Ano  | Detalhes |
| ---- | --- |
| 1969 | Teo o Theo - Ópera Rock composta por Charly e Mario Carlos Piégari no âmbito da primeira formação Sui Generis. Segundo Nito Mestre, teria sido gravado para passar nas gravadoras. |
| 1975 | Ha Sido - Projeto de álbum inacabado de Sui Generis. |
| 1980 | En Vivo en Obras - Serú Girán junto a Spinetta Jade - Encontro das duas principais bandas da época, lideradas pelos dois maiores artistas do Rock argentino de todos os tempos Spinetta/García. |
| 1985 | Spinetta/García - Projeto abreviado com Luis Alberto Spinetta, do qual sobreviveu sua participação como convidados em seus recitais em maio de 1985 no Luna Park; uma gravação de estúdio inédita em que tocam algumas das músicas que seriam incluídas no álbum, como "La pelicana y el androide" e "Hablando a tu corazón"; e o conhecido “Rezo por vos” apresentado por ambos na televisão em 1985. Esta icônica canção será lançada posteriormente em 1986, em sua versão conjunta, no álbum Grandes éxitos de Charly García, além de ter versões separadas nos álbuns Privé e Parte de la religión. |
| 1988 | Reunión secreta de Serú Girán en TMA - Improvisação em estúdio de gravação. |
| 1988 | Tango 3 - Projeto inacabado com os músicos Pedro Aznar e Gustavo Cerati. |
| 1992 | Prix D'ami - Álbum semi-oficial de edição limitada enviado como convite para a reabertura da sala Prix D'Ami, em 30 de setembro de 1992. |
| 1997 | Cerebrus - Projeto inacabado com Pipo Cipolatti, provavelmente um álbum duplo do qual foram apresentadas ao vivo músicas como "Poseidón" e "Cerebrus". |
| 2000 | Sinfonía Pasión - Projeto sinfônico com Gabriel Senanes. Inacabado. Consistia em três partes: Pasión, Caos e Si. |
| 2002 | Dos edificios dorados - Projeto solo realizado apenas com voz e piano. Inacabado. Algumas das gravações desse material foram utilizadas em Influencia, como “filme surdo e mudo”. |
| 2013 | Líneas paralelas (Artificio imposible) - Registro dos shows de 2013 no Teatro Colón, bastidores, imagens de arquivo, que em formato documentário e fragmentos de ficção foi anunciado para ser lançado durante 2014/15, mas ainda permanece inédito. |